# Stortjärnen (Edsele socken, Ångermanland, 703471-154405)
Stortjärnen är en sjö i Sollefteå kommun i Ångermanland och ingår i Ångermanälvens huvudavrinningsområde.